# 2015年大阪市長選挙
2015年大阪市長選挙（2015ねんおおさかしちょうせんきょ）は、2015年（平成27年）11月22日に投開票が行われた、大阪市長を選出する選挙である。

## 概要
現職の市長橋下徹の任期満了に伴う選挙である。橋下は2011年11月の選挙で初当選し、任期途中の出直し選挙（2014年3月の選挙）に再選した結果、2015年12月18日に任期満了を迎えた。橋下自身は本選挙に出馬せず、新人の候補者4人による争いとなった。

## 選挙データ
- 2015年11月8日 告示

### 投票日
- 2015年11月22日

### 同日選挙
- 大阪府知事選挙
- 大阪市議会議員西成区選挙区補欠選挙[1]

## 立候補者
4名、立候補届け出順。
| 候補者名（読みかた）            | 年齢 | 党派                                                             | 肩書き                 |
| ------------------------------- | ---- | ---------------------------------------------------------------- | ---------------------- |
| 吉村洋文（よしむら ひろふみ）   | 40   | 大阪維新の会（次世代の党支持・日本を元気にする会支持）           | 元衆議院議員           |
| 中川暢三（なかがわ ちょうぞう） | 59   | 無所属                                                           | 元大阪市北区長         |
| 高尾英尚（たかお ひでひさ）     | 33   | 無所属                                                           | テーマパークアルバイト |
| 柳本顕（やなぎもと あきら）     | 41   | 無所属（自民党推薦・民主党大阪府連支援・共産党大阪府委員会支援） | 元大阪市会議員         |

### 立候補者の公式サイト
- 吉村洋文…吉村洋文 前衆議院議員
- 中川暢三…中川ちょうぞう オフィシャルサイト
- 高尾英尚…大阪三刀流政策「高尾英尚」のオフィシャルサイト
- 柳本顕…柳本あきらさん 大阪を豊かにする会 公式ホームページ

### 立候補が取り沙汰された人物
- 井上英孝 - 維新の党衆議院議員。維新市議団幹部が井上の擁立を模索したが、最終的に吉村が選ばれた[7]。
- 平松邦夫 - 元大阪市長。

## 投票結果
※当日有権者数：2,127,593人 最終投票率：50.51%（前回比：+26.92pts）
| 候補者名 | 年齢 | 所属党派     | 新旧別 | 得票数    | 得票率 | 推薦・支持                                                |
| -------- | ---- | ------------ | ------ | --------- | ------ | --------------------------------------------------------- |
| 吉村洋文 | 40   | 大阪維新の会 | 新     | 596,045票 | 56.4%  | （支持）次世代の党・日本を元気にする会                    |
| 柳本顕   | 41   | 無所属       | 新     | 406,595票 | 38.5%  | （推薦）自由民主党 （支援）民主党府連・日本共産党府委員会 |
| 中川暢三 | 59   | 無所属       | 新     | 35,019票  | 3.3%   |                                                           |
| 高尾英尚 | 33   | 無所属       | 新     | 18,807票  | 1.8%   |                                                           |

## 選挙の主な争点
- 大阪都構想
- 市営地下鉄・市営バス民営化[8]
- 敬老パス[9]
- 大阪府立大学・大阪市立大学の統合[10]
- 大阪維新の会に対する包囲網を敷くべく行われた自共共闘の是非。

## 時系列
- 2015年11月8日 - 告示
- 2015年11月22日 - 投票及び開票
- 2015年11月24日 - 選挙会